# Not Now
«Not Now» —en español: «Ahora no»— es el primer sencillo del álbum Greatest Hits de la banda Blink-182. En un artículo de la revista Rolling Stone de 2003, Tom DeLonge dijo estar molesto porque la canción no había quedado en su último álbum, la canción igual apareció en los bonus tracks de la versión de Reino Unido, en el sencillo «I Miss You» y en el álbum recopilatorio Atticus: ...Dragging the Lake, Vol. 3. Este fue el último sencillo antes de la ruptura de la banda en 2005, hasta su reunión en 2009.

## Antecedentes
En el proceso de grabación de la pista hubo un cambio lírico, el principio de la canción iba a ir «And now, I use to laugh, I use to smile. Are you still here? This sadness, death. Its painted with solution. Lifes been so underrated, help me out because I cant take it. I cant take it.», y el coro iba a ser «Let's dance, until I'm gone, I'm here hold on, to me goodbye, I'm leaving», pero al final se descartó. Tom DeLonge habitualmente suele cantar la canción en los conciertos de Angels & Airwaves.

## Vídeo musical
El vídeo de «Not Now» cuenta con extractos de vídeos pasados de Blink-182, también hay clips de conciertos y giras. Existen dos versiones del vídeo, la única diferencia entre uno y otro son los diferentes clips usados para cada vídeo. También hay un tercero vídeo, que no es oficial, este fue emitido por el canal «V» de Australia, y al igual que los otros dos vídeos, este se compone por partes de vídeos anteriores de Blink-182, su única diferencia es que es en blanco y negro.

## Formato
| Sencillo en CD |                                      |          |  |
| N.º            | Título                               | Duración |  |
| 1.             | «Not Now»                            | 4:24     |  |
| 2.             | «Dammit» (Sencillo editado)          | 2:46     |  |
| 3.             | «I Miss You» (En vivo en Mineápolis) | 3:58     |  |

| Sencillo en CD 2 |                                 |          |  |
| N.º              | Título                          | Duración |  |
| 1.               | «Not Now»                       | 4:24     |  |
| 2.               | «I Won't Be Home for Christmas» | 3:17     |  |

## Posicionamiento en listas
| Estados Unidos | Alternative Songs   | 18 |
| Irlanda        | Irish Singles Chart | 49 |
| Reino Unido    | UK Singles Chart    | 30 |
| Europa         | European Hot 100    | 88 |